# Kaisepakte
Kaisepakte  is een plaatsaanduiding binnen de Zweedse gemeente Kiruna aan het meer Torneträsk. Het is een plaats van waar wandelingen in het grote natuurgebied rond de berg Kaisepakte beginnen dan wel eindigen. De plaats wordt gevormd door een halteplaats (sinds 1902/renovatie 1941) en rangeergelegenheid aan de Ertsspoorlijn (zelf aangeven of je in- of uit wil stappen), maar er is ook een parkeergelegenheid aan de Europese weg 10.

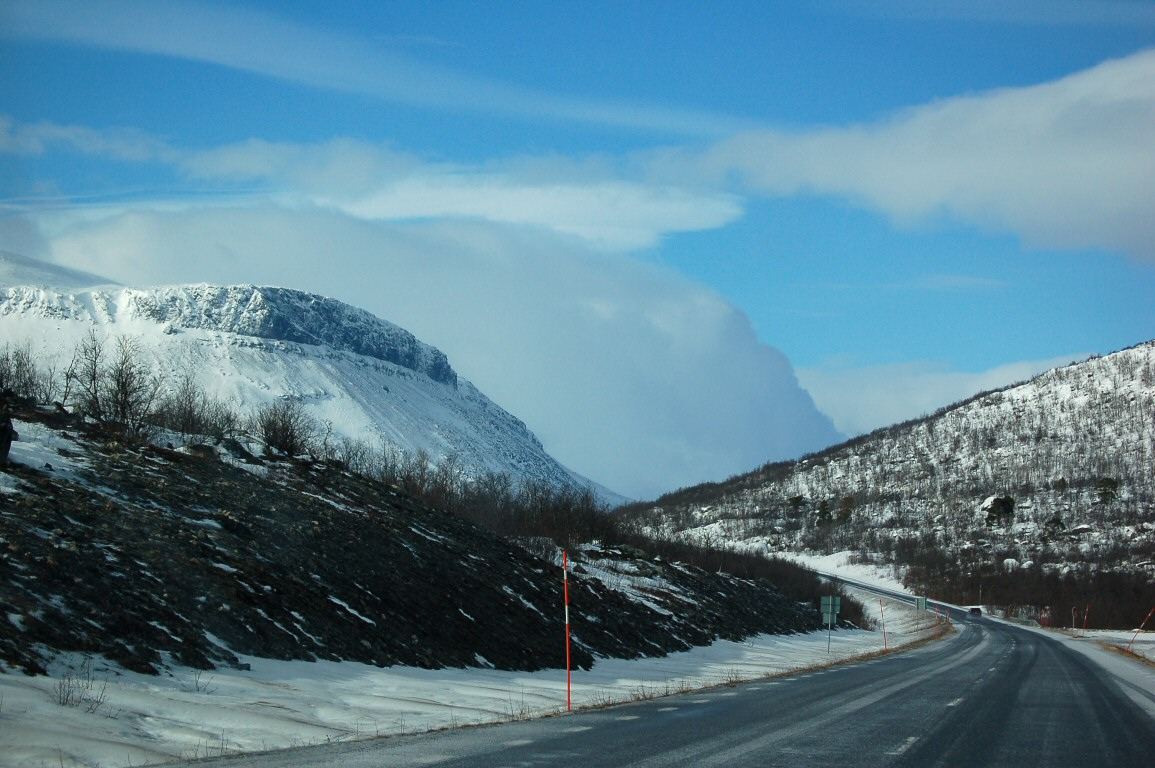
Gezien vanaf de E10